# Alfred Paget
Alfred Paget (2 de junho de 1879 – Winnipeg, 9 de outubro de 1919) foi um ator britânico da era do cinema mudo, que trabalhou extensivamente com D. W. Griffith. Ele atuou em 239 filmes entre 1908 e 1918.

## Carreira
Mais conhecido por sua interpretação do príncipe Belsazar no épico histórico de D.W. Griffith de 1916, Intolerance. Ele apareceu em mais de 230 filmes entre 1908 e 1918. Antes de sua carreira no cinema, ele serviu de 1899 a 1903 na Royal Horse Guards do Exército Britânico.
Ele serviu na África do Sul durante a Segunda Guerra dos Bôeres de julho a novembro de 1900, recebendo a Medalha da Rainha da África do Sul com fechos para a Colônia do Cabo, Estado Livre de Orange e Transvaal. Em abril de 1918, ele viajou para o Canadá e se alistou na Força Expedicionária Canadense, sendo designado para o 34º Esquadrão Fort Garry Horse Depot em Winnipeg como instrutor, sendo rapidamente promovido ao posto de sargento devido ao seu serviço e experiência anteriores.
Paget era casado com Leila Halstead. No verão de 1919, ele contraiu uma forma de febre malária e morreu em Winnipeg em 8 de outubro de 1919. Ele está enterrado no Campo de Honra no Cemitério Brookside, Winnipeg.

## Filmografia selecionada
- 1908 Romance of a Jewess
- 1909 The Red Man's View
- 1910 The Two Brothers
- 1910 A Romance of the Western Hills
- 1910 The Unchanging Sea
- 1910 In the Border States
- 1910 A Flash of Light
- 1910 The House with Closed Shutters
- 1911 His Trust
- 1911 What Shall We Do with Our Old?
- 1911 The Lily of the Tenements
- 1911 Enoch Arden
- 1911 The Indian Brothers
- 1911 A Country Cupid
- 1911 The Last Drop of Water
- 1911 Out from the Shadow
- 1911 The Blind Princess and the Poet
- 1911 The Battle
- 1911 The Miser's Heart
- 1911 A Woman Scorned
- 1912 The Old Bookkeeper
- 1912 For His Son
- 1912 Under Burning Skies
- 1912 The Goddess of Sagebrush Gulch
- 1912 One Is Business, the Other Crime
- 1912 The Lesser Evil
- 1912 A Temporary Truce
- 1912 The Spirit Awakened
- 1912 The Inner Circle
- 1912 Blind Love
- 1912 Two Daughters of Eve
- 1912 The Chief's Blanket
- 1912 In the Aisles of the Wild
- 1912 The Musketeers of Pig Alley
- 1912 Heredity
- 1912 Gold and Glitter
- 1912 My Baby
- 1912 The Informer
- 1912 Brutality
- 1912 The New York Hat
- 1912 My Hero
- 1912 The Burglar's Dilemma
- 1912 A Cry for Help
- 1913 The Telephone Girl and the Lady
- 1913 An Adventure in the Autumn Woods
- 1913 Broken Ways
- 1913 A Girl's Stratagem
- 1913 The Sheriff's Baby
- 1913 A Misunderstood Boy
- 1913 The Left-Handed Man
- 1913 The Tenderfoot's Money
- 1913 The House of Darkness
- 1913 Just Gold
- 1913 A Timely Interception
- 1913 Red Hicks Defies the World
- 1913 The Mothering Heart
- 1913 Two Men of the Desert
- 1913 A Woman in the Ultimate
- 1913 A Modest Hero
- 1913 The Battle at Elderbush Gulch
- 1914 Judith of Bethulia
- 1914 Brute Force